# Плен-Вилем
Плен-Вилем (англ. Plaines Wilhems) — округ Маврикия, расположенный в центральной части страны и не имеет выхода к океану. По состоянию переписи 2010 года, численность населения составляет 385 034 человек. Район занимает площадь в 203,3 км², плотность населения — 1893,92 чел./км². Округ делится на верхний Плен-Вилем с административным центром Кюрпип и нижний с административным центром Роз-Хилл.